# Laguna Beach High School
Die Laguna Beach High School ist eine öffentliche High School in Laguna Beach im US-Bundesstaat Kalifornien. Die Schule wurde 1934 gegründet und wird momentan von 1.000 Schülern besucht. Die Schulfarben sind Braun-Weiß und die Sportmannschaften werden „Breakers“ genannt.

## Geschichte
Die Laguna Beach High School wurde am 11. September 1934 eröffnet und startete den Schulbetrieb mit 157 Schülern. Im Jahr darauf wurden neue Räumlichkeiten an der Park Avenue bezogen, wo die Schule bis heute liegt. Die Zahl der Schüler stieg in der Folgezeit kontinuierlich an. In den 1950er- und 1960er-Jahren kamen weitere Ergänzungsbauten hinzu. Zwischen 1993 und 2005 wurde die High School mehrmals renoviert.

## In Kunst und Medien
Durch die Reality-Serie Laguna Beach: The Real Orange County hat die Schule weltweite Bekanntheit erlangt. Die von MTV produzierte Serie handelt von einheimischen Jugendlichen, die die Abschlussklasse an der LBHS besuchen. Einige der dargestellte Schüler wie Lauren Conrad, Kristin Cavallari und Stephen Colletti sind daraufhin in den Medien zu  einer gewissen Berühmtheit gelangt.

## Bekannte Absolventen
- Stephen Colletti, Schauspieler und Real-Life-Darsteller
- Lauren Conrad, Real-Life-Darstellerin
- Kristin Cavallari, Real-Life Darstellerin
- Taylor Hawkins, Schlagzeuger der Rockband Foo Fighters
- Rick Leach, Tennisspieler